# Justicia tarapotensis
Justicia tarapotensis är en akantusväxtart som beskrevs av Gustav Lindau. Justicia tarapotensis ingår i släktet Justicia och familjen akantusväxter. Inga underarter finns listade i Catalogue of Life.